# نينا بيرمان
نينا بيرمان (بالإنجليزية: Nina Berman)‏ هي مصورة أمريكية، ولدت في 1960 في نيويورك في الولايات المتحدة.